# Монтабоне
Монтабо̀не (на италиански: Montabone; на пиемонтски: Montabon, Монтабон) е село и община в Северна Италия, провинция Асти, регион Пиемонт. Разположено е на 454 m надморска височина. Населението на общината е 364 души (към 2010 г.).